# Tuyến đường sắt Darjeeling Himalaya
Tuyến đường sắt Darjeeling Himalaya viết tắt là DHR hoặc Toy Train là một tuyến đường sắt khổ hẹp 2 ft (610 mm) kết nối New Jalpaiguri với Darjeeling thuộc tiểu bang Tây Bengal, Ấn Độ. Được xây dựng từ năm 1879 đến 1881, tuyến đường sắt dài 88 km (55 mi), di chuyển tại khu vực có đô cao từ 100 m (328 ft) so với mực nước biển tại New Jalpaiguri cho đến 2.200 m (7.218 ft) tại Darjeeling. Chính vì vậy, tuyến đường sắt này phải sử dụng 6 đường gấp chữ Z, 5 vòng lặp và 3 vòng tròn xoắn ốc để lên được vùng núi cao đó. Có bốn đầu máy diesel cung cấp dịch vụ theo lịch trình với các chuyến tàu du lịch hàng ngày từ Darjeeling đến Ghum, ga đường sắt cao nhất Ấn Độ, và Red Panda từ Darjeeling đến Kurseong. Đặc biệt, những người đam mê đầu máy hơi nước có thể được đi trên Đầu máy xe lửa hơi nước lớp B DHR cổ điển của Anh. Trụ sở chính của tuyến đường sắt nằm tại Kurseong.
Vào ngày 2 tháng 12 năm 1999, UNESCO đã công nhận Tuyến đường sắt Darjeeling Himalaya là một Di sản thế giới. Hai tuyến đường sắt khác sau đó được bổ sung thêm vào năm 2005 và 2008 và gọi chung thành Hệ thống đường sắt trên núi của Ấn Độ

## Lịch sử
Căn cứ Siliguri tại chân dãy Himalaya được nối với Calcutta bằng một tuyến đường sắt đo mét vào năm 1878. Giữa Siliguri và Darjeeling, dịch vụ đi lại chỉ là bằng xe ngựa Tanga trên đường Hill Cart ngày nay. Franklin Prestage lúc bấy giờ là một người đại diện của Đường sắt Đông Bengal đã tiếp cận chính phủ với một đề xuất xây dựng tuyến đường sắt hơi nước từ Siliguri đến Darjeeling. Ashley Eden lúc đó là phó thống đốc bang Bengal đã thành lập một ủy ban để đánh giá tính khả thi của dự án. Đề xuất được chấp nhận vào năm 1879 sau một báo cáo tích cực của ủy ban, và quá trình xây dựng diễn ra ngay trong năm đó.
Gillanders, Arbuthnot and Company được thuê để xây dựng tuyến đường sắt. Tháng 3 năm 1880, đoạn đường đến Tindharia và Robert Bulwer-Lytton là toàn quyền Ấn Độ đầu tiên đến Darjeeling, đi trên tàu tới Tindharia. Đoạn đường từ Siliguri đến Kurseong mở vào ngày 23 tháng 8 năm 1880 và từ Siliguri đến Darjeeling mở vào ngày 4 tháng 7 năm 1881. Tên của công ty đổi thành Công ty Đường sắt Darjeeling.
Mặc dù đường sắt ban đầu đi theo đường Hill Cart, nhưng con đường có độ dốc lớn hơn nhiều so với khả năng di chuyển ở một số đoạn của đầu máy. Năm 1882, bốn vòng lặp và bốn đường gấp khúc chữ Z đã được xây dựng giữa Sukna và Gayabari để giảm bớt độ dốc. Tuyến đường sắt được kéo dài thêm một phần tư dặm đến khu chợ Darjeeling vào năm 1886.ref name=DHRofc/> Nhà ga Darjeeling được cải tạo vào năm 1891 và Kurseong có một nhà ga điều hành và kho chứa mới vào năm 1896, nhưng tuyến đường sắt bị ảnh hưởng bởi một trận động đất năm 1897 và một trận lốc xoáy lớn vào năm 1899.
Năm 1910, DHR đã vận chuyển 174.000 hành khách và 47.000 tấn hàng hóa. Những giá chuyển hướng đầu tiên được sử dụng để thay thế cho những toa xe bốn bánh cổ điển. Tuyến đường sắt tiếp tục được mở rộng đến Kishanganj vào năm 1914 và Gielkhola vào năm 1915. Tại Tindharia, các công trình đường sắt và đầu máy xe lửa đã được di dời đến một địa điểm lớn hơn. Vòng lặp Batasia được xây dựng năm 1919 để giảm độ dốc di chuyển lên Darjeeling. DHR sau đó phải đối mặt với sự cạnh tranh từ xe bus di chuyển trên Hill Cart, mất ít thời gian hơn so với đường sắt để đến Darjeeling. Năm 1934, một trận động đất lớn ở tiểu bang Bihar đã làm rung chuyển cả vùng Đông Bắc Ấn Độ. Nhiều tòa nhà ở Darjeeling bị hư hại nặng nề và đường sắt cũng bị ảnh hưởng, mặc dù nó sớm phục hồi và đóng vai trò quan trọng trong việc vận chuyển vật liệu sửa chữa. Trong Chiến tranh thế giới lần thứ hai, DHR vận chuyển nhân viên quân đội và đồ tiếp tế đến các trại xung quanh Ghum và Darjeeling.
Năm 1951, tuyến đường sắt được chính phủ Ấn Độ mua lại và được đưa vào mạng lưới đường sắt quốc gia, trước đó nó được quản lý bởi Đường sắt Assam. Đường sắt Assam bao gồm cả DHR đã trở thành một phần của khu đường sắt Đông Bắc năm 1952, và là một phần của Khu đường sắt Biên giới Đông Bắc thuộc Đường sắt Ấn Độ sáu năm sau đó. Năm 1962, tuyến đường sắt đã được sắp xếp lại tại Siliguri và mở rộng gần 4 dặm (6 km) đến New Jalpaiguri (NJP) để đáp ứng khổ đường mới. Dịch vụ vận chuyển hàng hóa bắt đầu vào năm đó và chở khách bắt đầu vào năm 1964. Kho chứa đầu máy và kho vận chuyển tại Siliguri đã được chuyển đến New Jalpaiguri.
Tuyến đường sắt sau đó bị đóng cửa trong vòng 18 tháng từ 1988-1989 bởi chính quyền bang đề xuất Gorkhaland. Năm 1999, UNESCO đã công nhận tuyến đường sắt là một Di sản thế giới của nhân loại.

## Tuyến đường sắt
Tuyến đường sắt đi theo đường Hill Cart, một phần của Quốc lộ 110. Hai bên đường là rất nhiều nhà dân nên Darjeeling Himalaya rất giống với một tuyến đường sắt đô thị. Để cảnh báo người đi bộ và phương tiện khác khi tàu sắp đến, đầu máy được trang bị còi rất to. Khó khăn lớn nhất mà tuyến đường sắt phải đối mặt là địa hình dốc của khu vực. Vòng lặp xoắn ốc và gấp khúc chữ Z được xây dựng dọc theo tuyến đường để giảm độ dốc.

### Đầu máy
Tất cả các đầu máy hơi nước hiện đang sử dụng trên đường sắt là Lớp B DHR được chế tạo bởi Sharp, Stewart and Company và sau đó là Công ty Đầu máy North British từ năm 1889 đến 1925. Tổng cộng đã có 34 đầu máy được chế tạo nhưng đến năm 2005 chỉ có 12 chiếc vẫn được sử dụng hoặc đang được sửa chữa.
Năm 2002, đầu máy số 787 được đóng lại để chạy dầu tương tự như đầu máy 37395 trên tuyến đường sắt Dãy núi Nilgiri. Một máy phát điện chạy bằng dầu diesel được trang bị để vận hành động cơ đốt dầu và nén khí cho hệ thống phanh. Đầu máy cũng được trang bị một máy nước nóng. Tuy nhiên, việc thử nghiệm đã thất bại và nó không thường xuyên được đem vào sử dụng. Năm 2011, nó được đưa đến Tindharia và chờ chuyển đổi thành động cơ đốt than.
Vào tháng 3 năm 2001, đầu máy 794 được chuyển đến Tuyến đường sắt Matheran Hill để phục vụ cho "Chuyến tàu niềm vui", và được đưa vào sử dụng vào tháng 5 năm 2002.
Hiện tại có bốn đầu máy diesel được sử dụng là 601, 602, 604 và 605 lớp NDM6 được chuyển từ Tuyến đường sắt Matheran Hill. Trong quá khứ, DHR cũng từng mua ba chiếc đầu máy Garratt Lớp D 0-4-0+0-4-0 vào năm 1910. Tuy nhiên chỉ có duy nhất một chiếc đưa ra khỏi Ấn Độ là số 778 (ban đầu là số 19). Sau nhiều năm không sử dụng tại Bảo tàng Hơi nước Hesston nó đã được bán cho một người đam mê ở Anh và khôi phục lại. Ngày nay, nó là tài sản của tuyến đường sắt tư nhân Beeches ở Oxfordshire, và từng chạy trên tuyến đường sắt Ffestiniog, Launceston, Leighton Buzzard

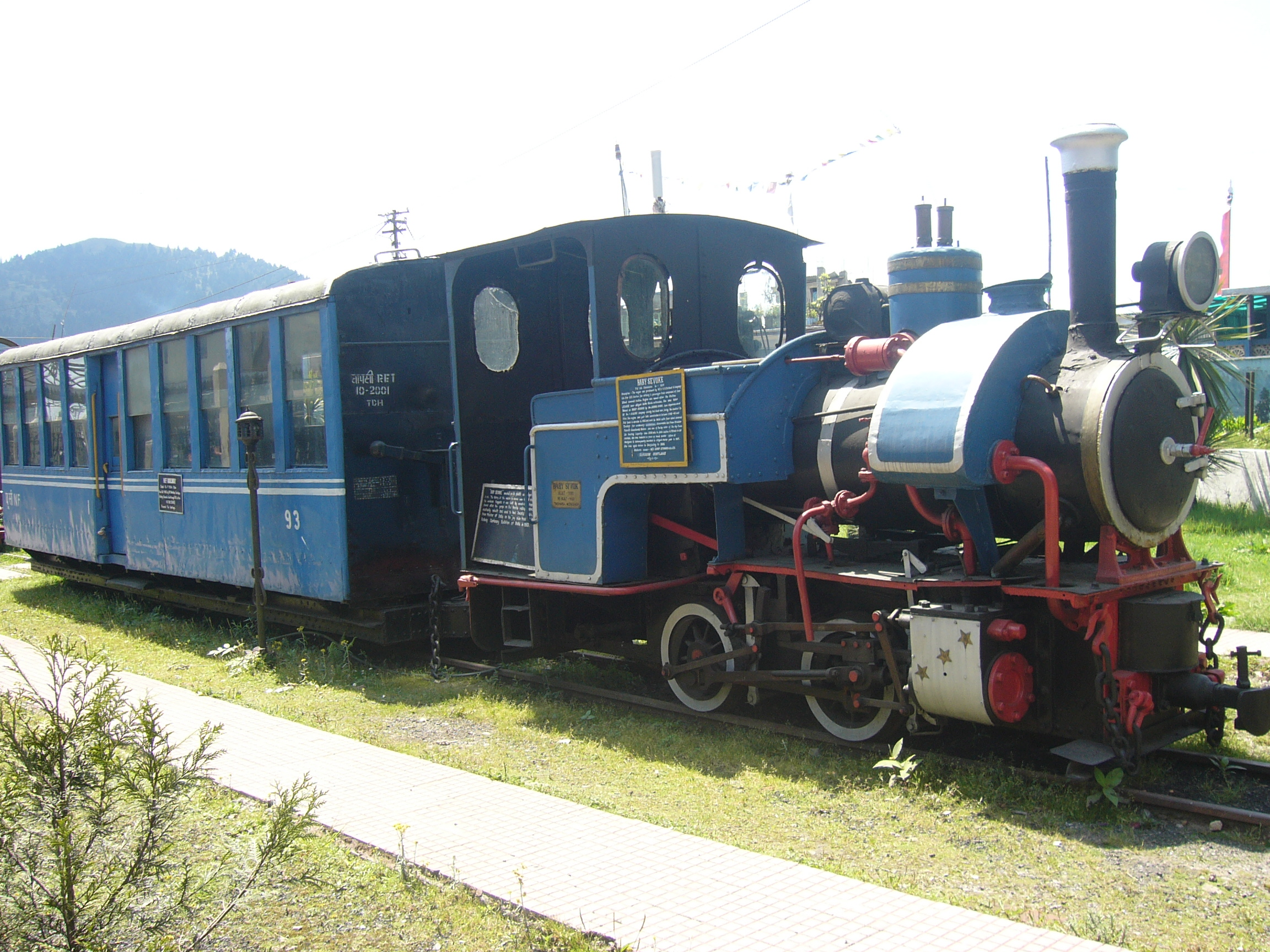
Đầu máy xe lửa lớp A
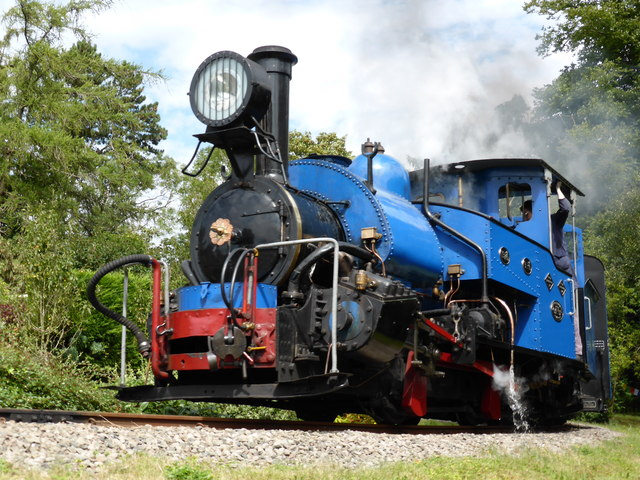
Lớp B
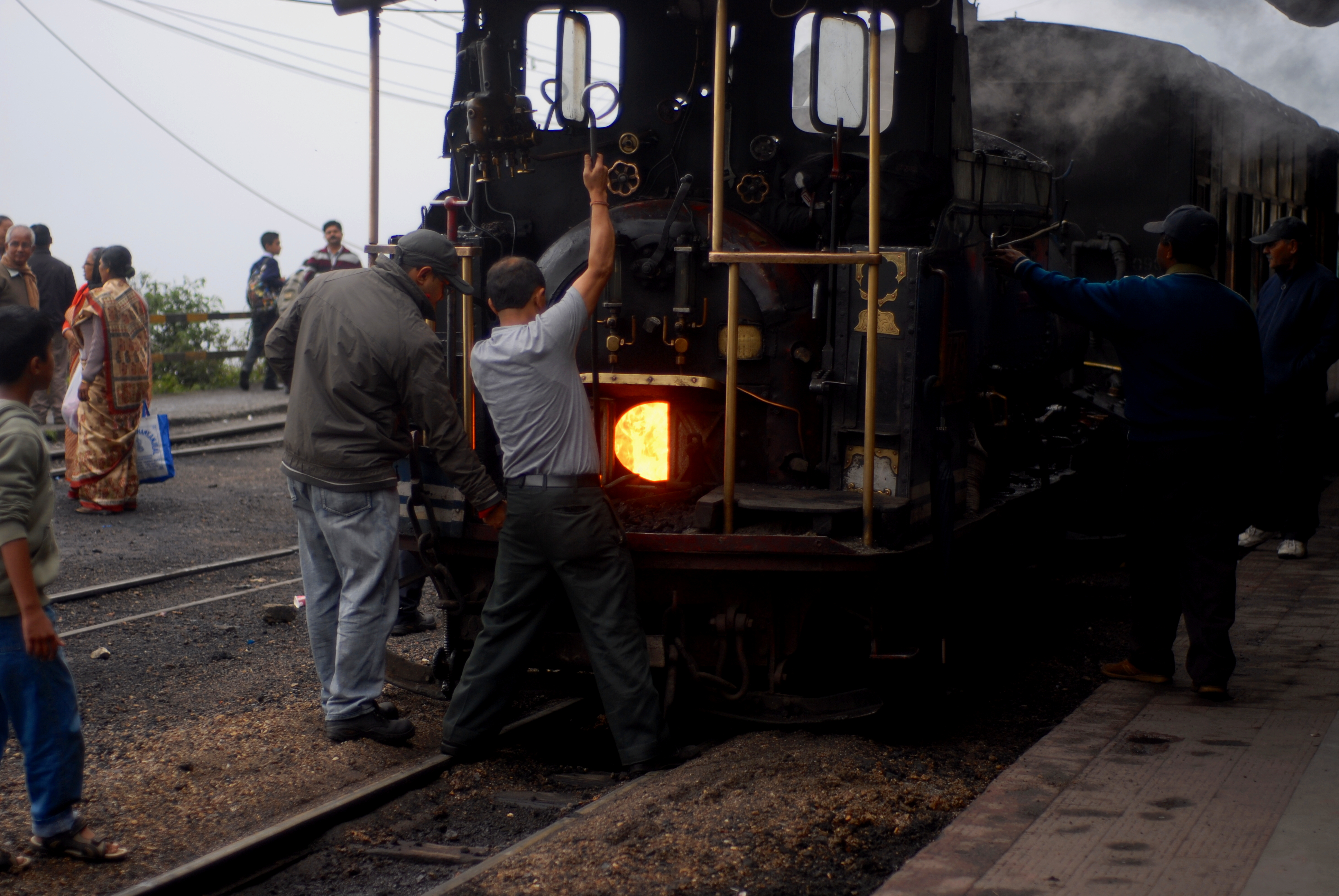
Than được đưa vào đầu máy
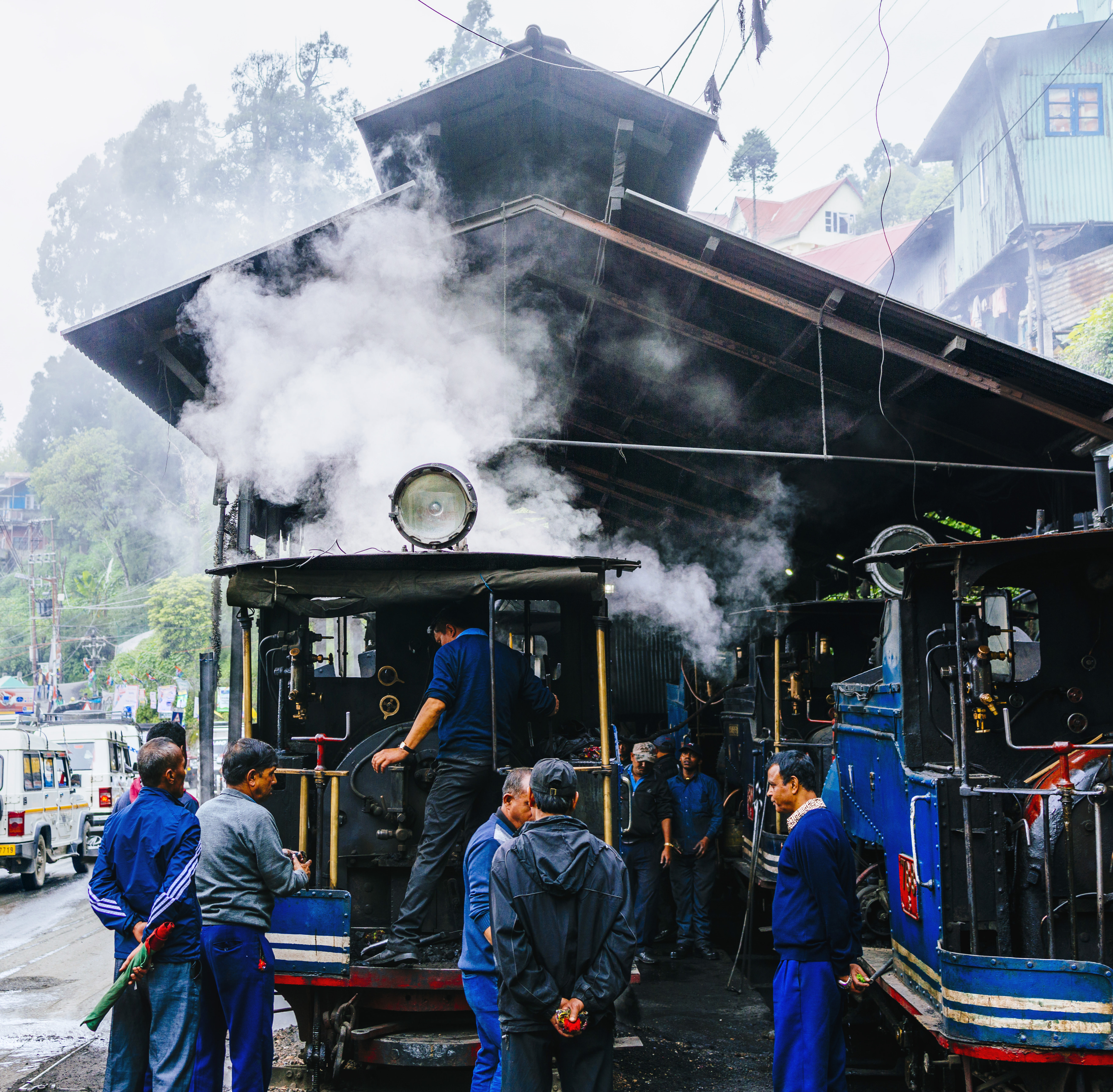
Bảo trì hàng ngày
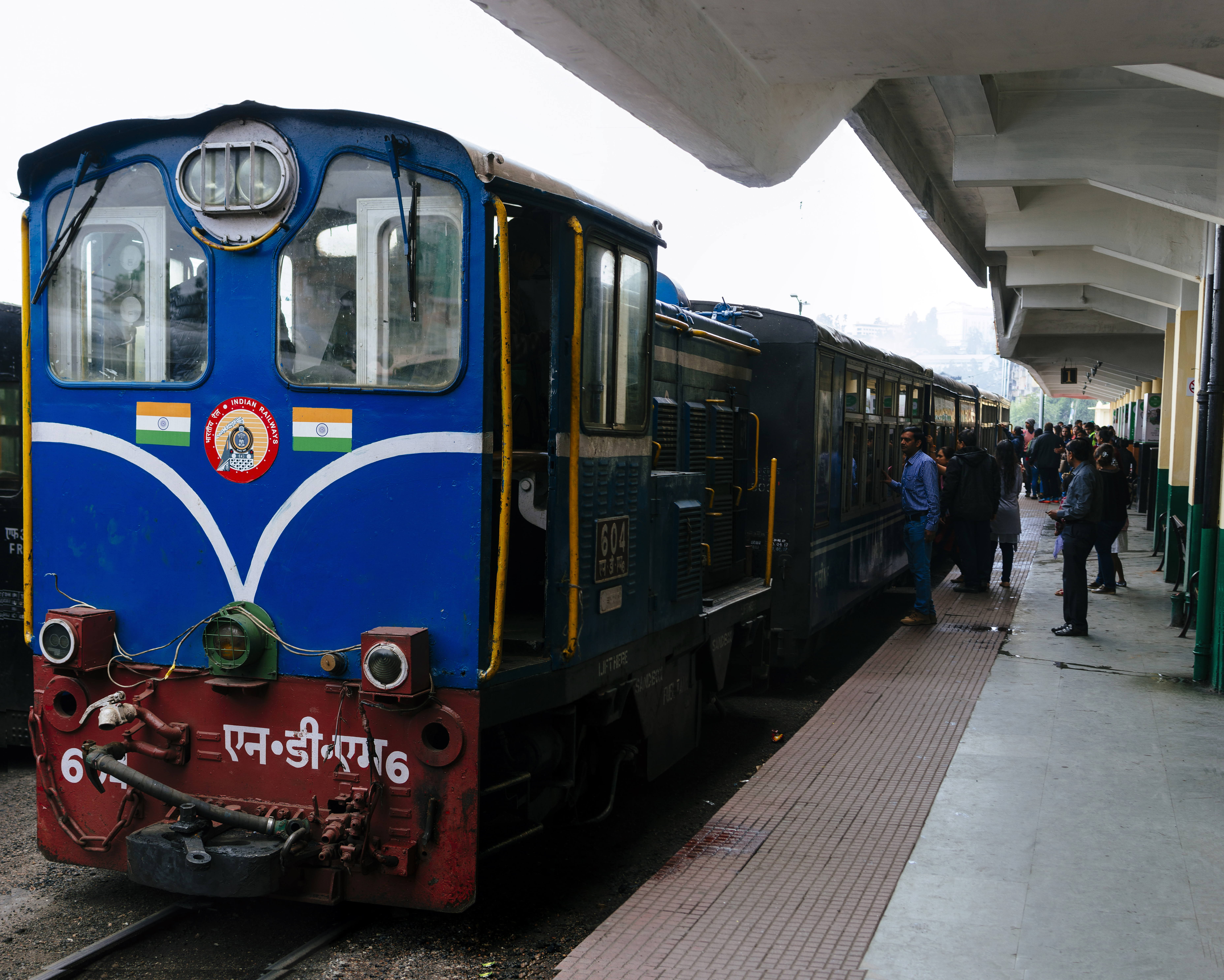
Đầu máy diesel
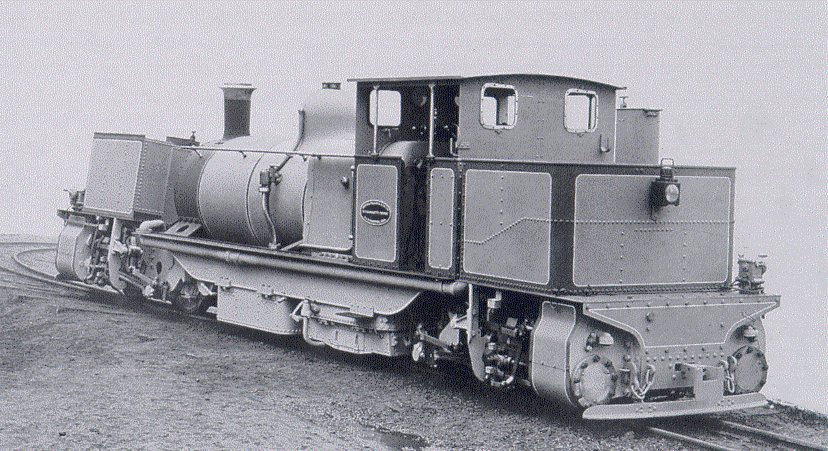
Đầu máy hơi nước Garratt lớp D

### Nhà ga
- New Jalpaiguri: Đây là điểm cuối của phần mở rộng phía nam năm 1964 để đáp ứng Đường sắt khổ rộng mới đến Assam.
- Thị trấn Siliguri: Điểm cuối phía nam ban đầu của tuyến đường.
- Giao lộ Siliguri: Đây là một nhà ga lớn khi tuyến mới xây dựng đến Assam vào đầu những năm 1950. Từ New Jalpaiguri đến đây là đường sắt khổ rộng 1.676 milimét (5+1⁄2 ft) chạy song song với DHR.
- Sukna: Là điểm thay đổi cảnh quan từ đồng bằng đến miền núi. Độ dốc của đường sắt thay đổi đáng kể
- Rangtong
- Tindharia
- Vòng lặp 4: Được gọi là Agony Point, là vòng lặp cong khép kín lớn nhất
- Gayabari
- Nút đảo chiều số 6: Là nút đảo chiều cuối cùng trước khi đoàn tàu leo lên khu vực núi.
- Mahanadi
- Kurseong: Mặc dù là một nhà kho và một phần nằm bên cạnh đường chính, nhưng nhà ga là một ngõ cụt. Đoàn tàu đi từ Darjeeling phải lùi ra khỏi nhà ga, qua ngã ba đường đông đúc để tiếp tục leo lên trên. Nhà ga có một phòng bảo tàng DHR với một số phòng triển lãm, hiện vật và hình ảnh cổ điển. Tại trung tâm của căn phòng, một tủ trưng bày bằng gỗ chứa một số bài báo cũ về đường sắt.[6] Sau nhà ga, tuyến đường sắt đi qua một khu vực mua sắm sầm uất.
- Tung
- Sonada
- Rongbull
- Jorebungalow: Là một kho trà của Kolkata, nó kết nối Darjeeling với phần còn lại của Ấn Độ.
- Ghum: Ghum, là điểm cao nhất của tuyến đường sắt. Nhà ga bao gồm một bảo tàng ở tầng 1, với một sân triển lãm lớn hơn ở nhà kho cũ.
- Vòng lặp Batasia: Là một vòng lặp cách Darjeeling 5 km (3,1 mi), dưới Ghum. Có một đài tưởng niệm những người lính Gorkha của Quân đội Ấn Độ đã hy sinh sau khi Ấn Độ giành độc lập vào năm 1947. Vòng lặp có một cái nhìn toàn cảnh về Darjeeling, với Kangchenjunga và những ngọn núi phủ tuyết khác ở phía sau.
- Darjeeling: Ga cuối của tuyến đường sắt

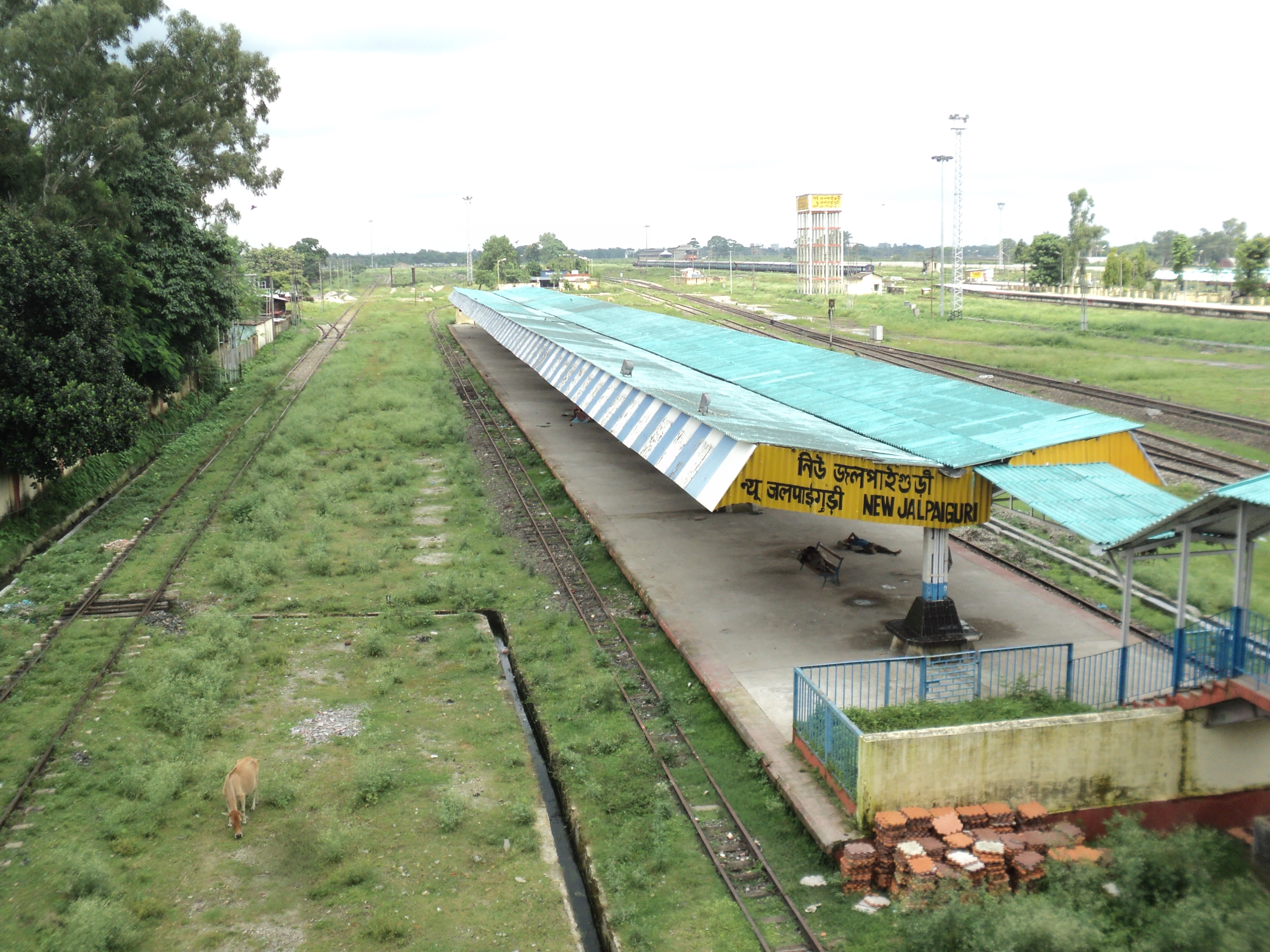
New Jalpaiguri
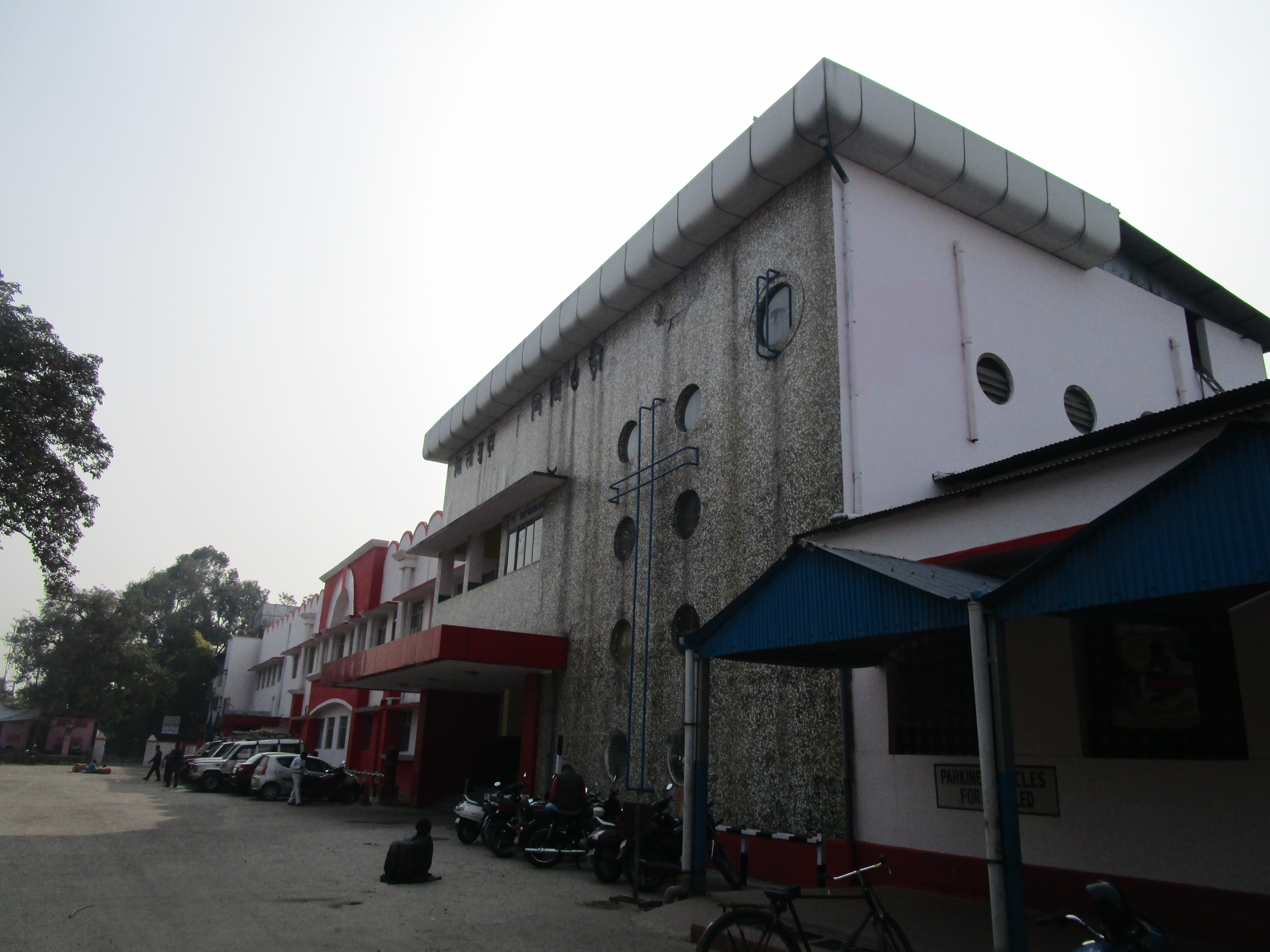
Giao lộ Siliguri
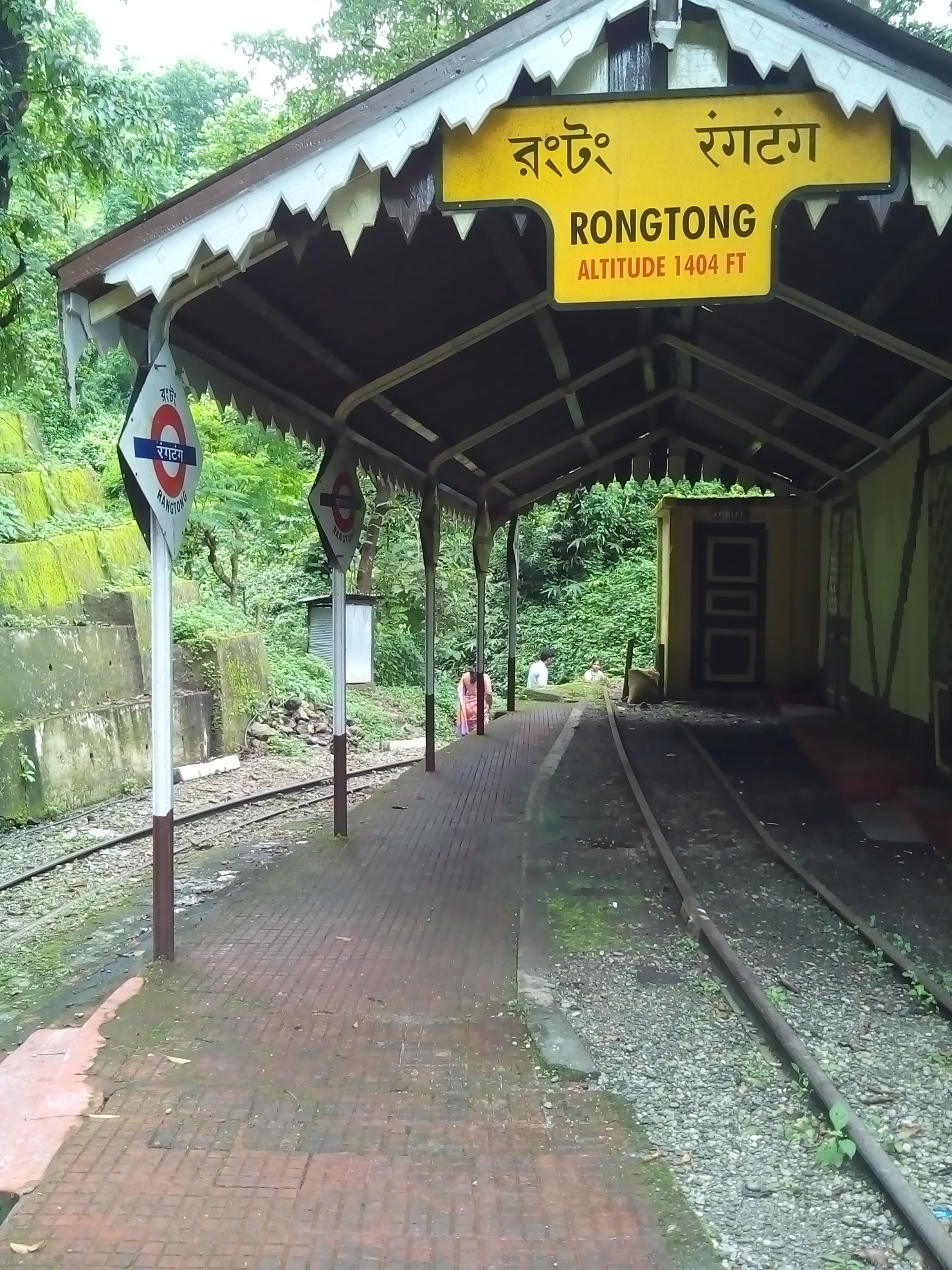
Rangtong
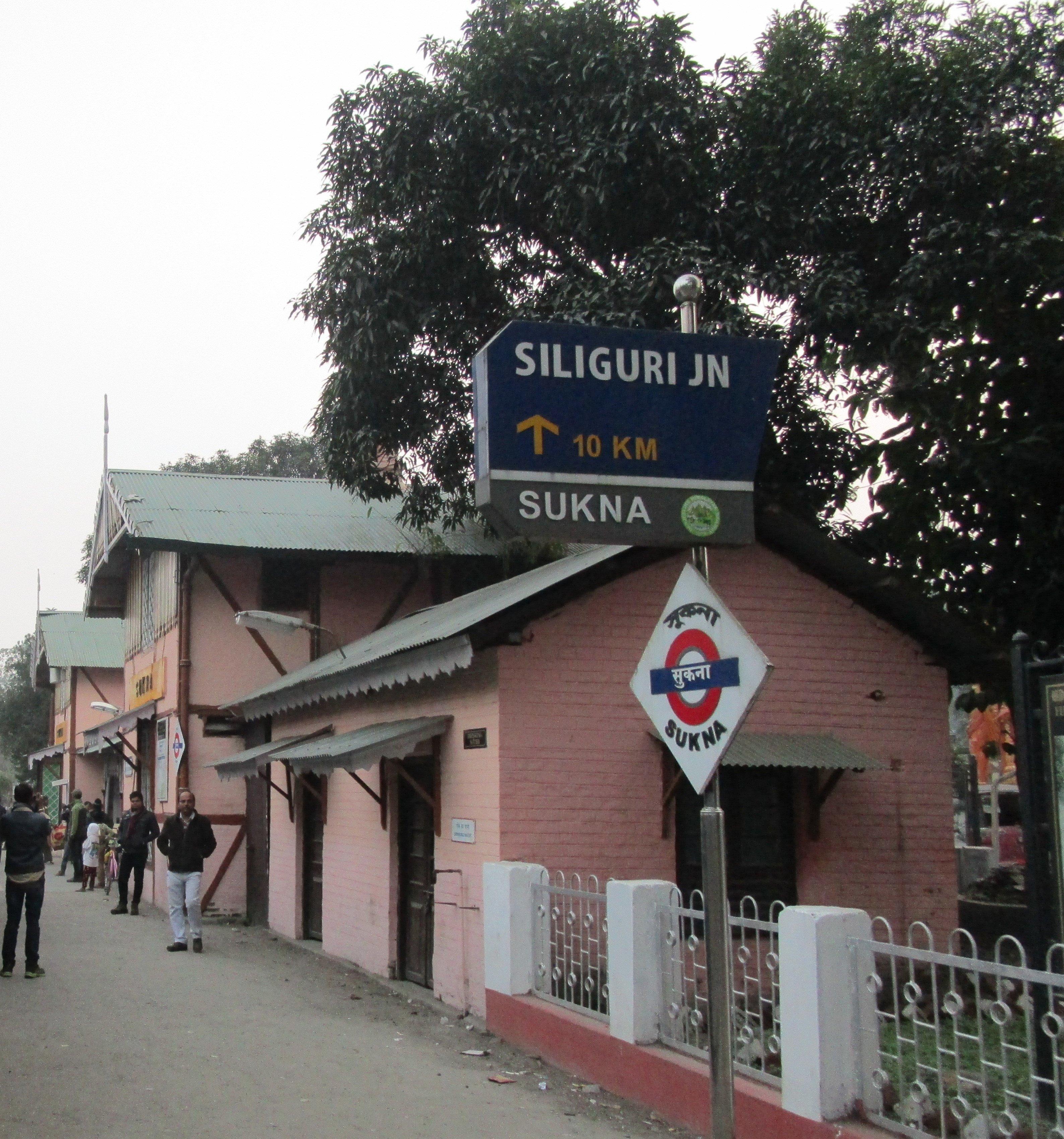
Sukna
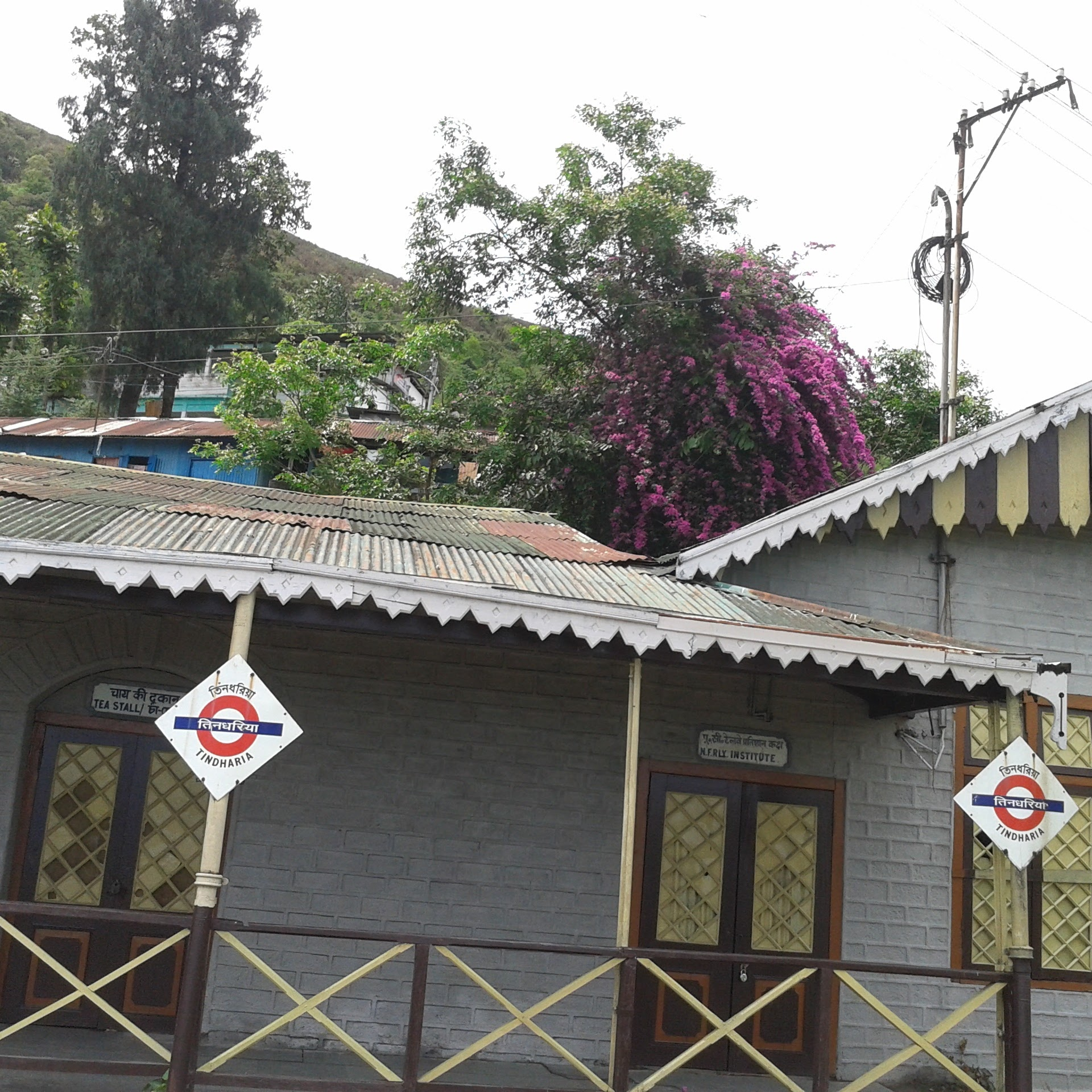
Tindharia
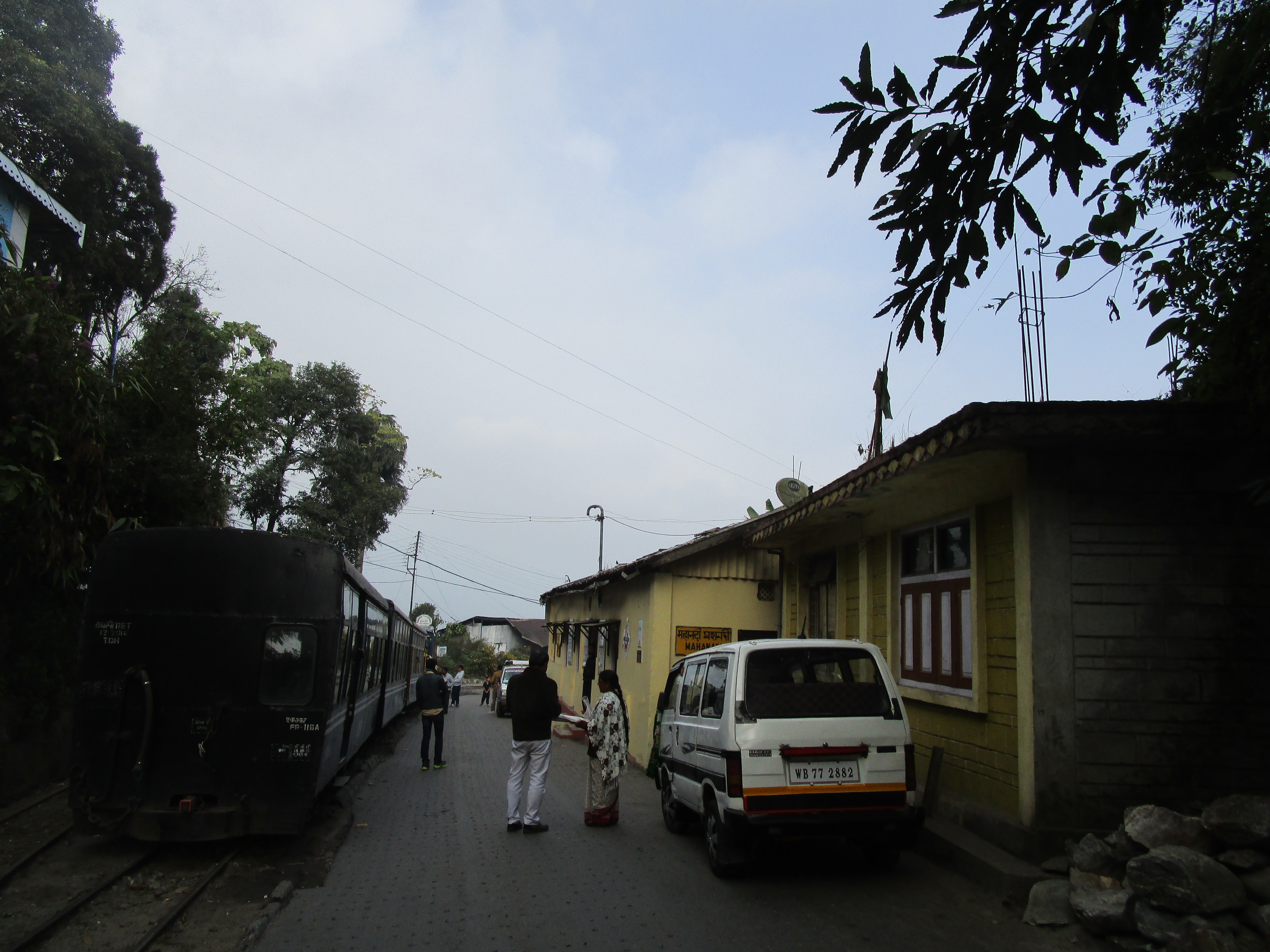
Mahanadi
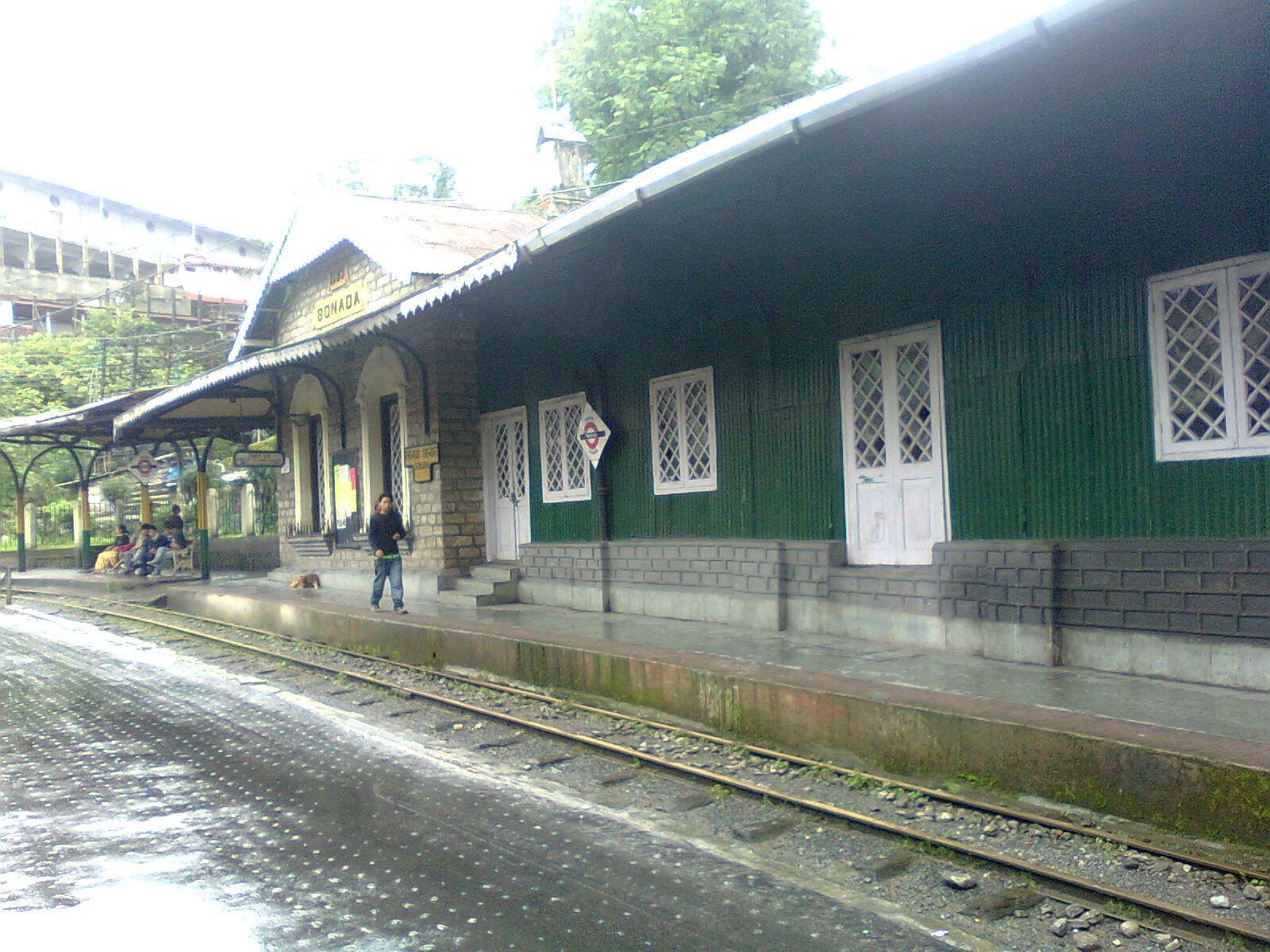
Sonada
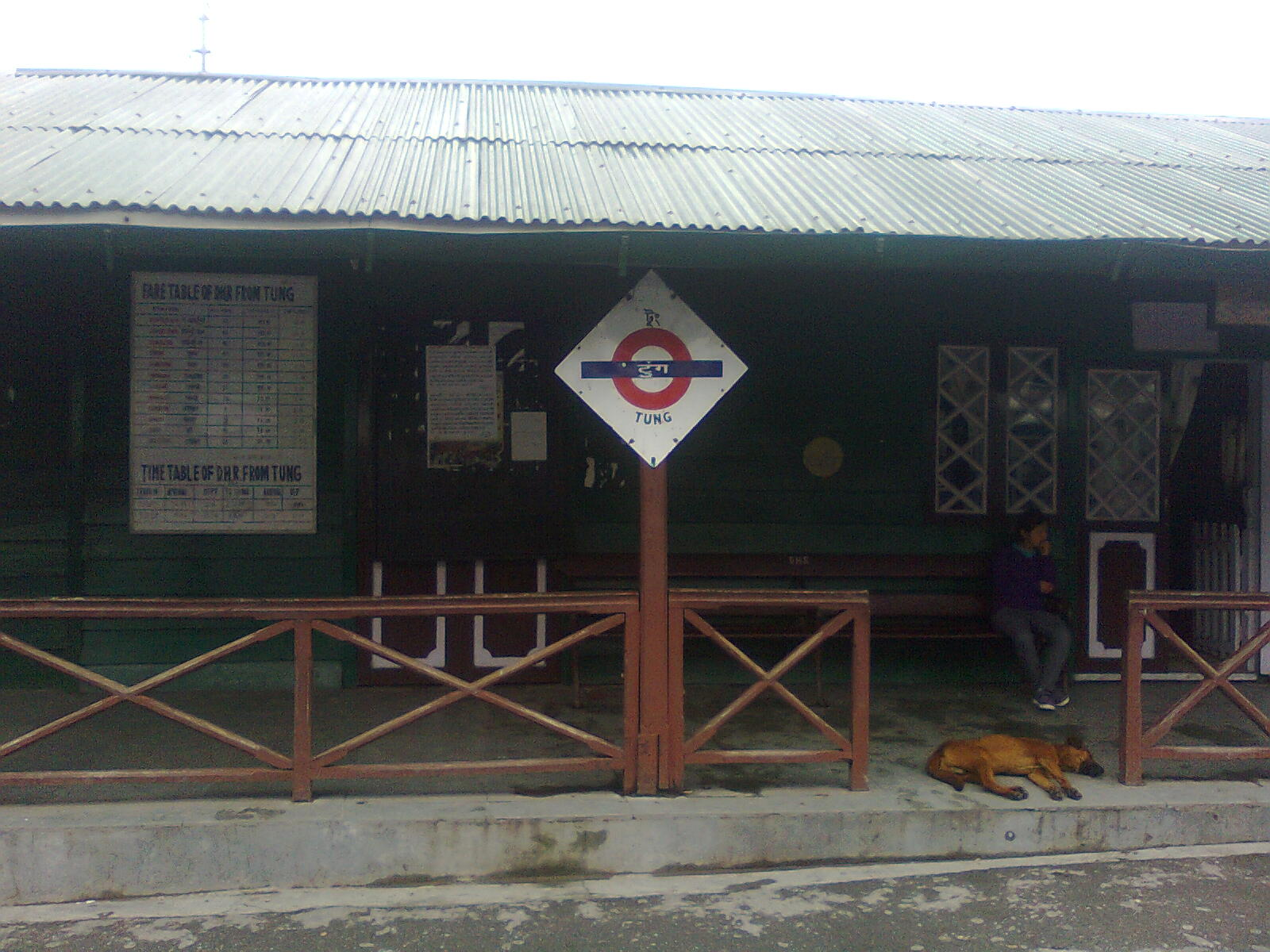
Tung
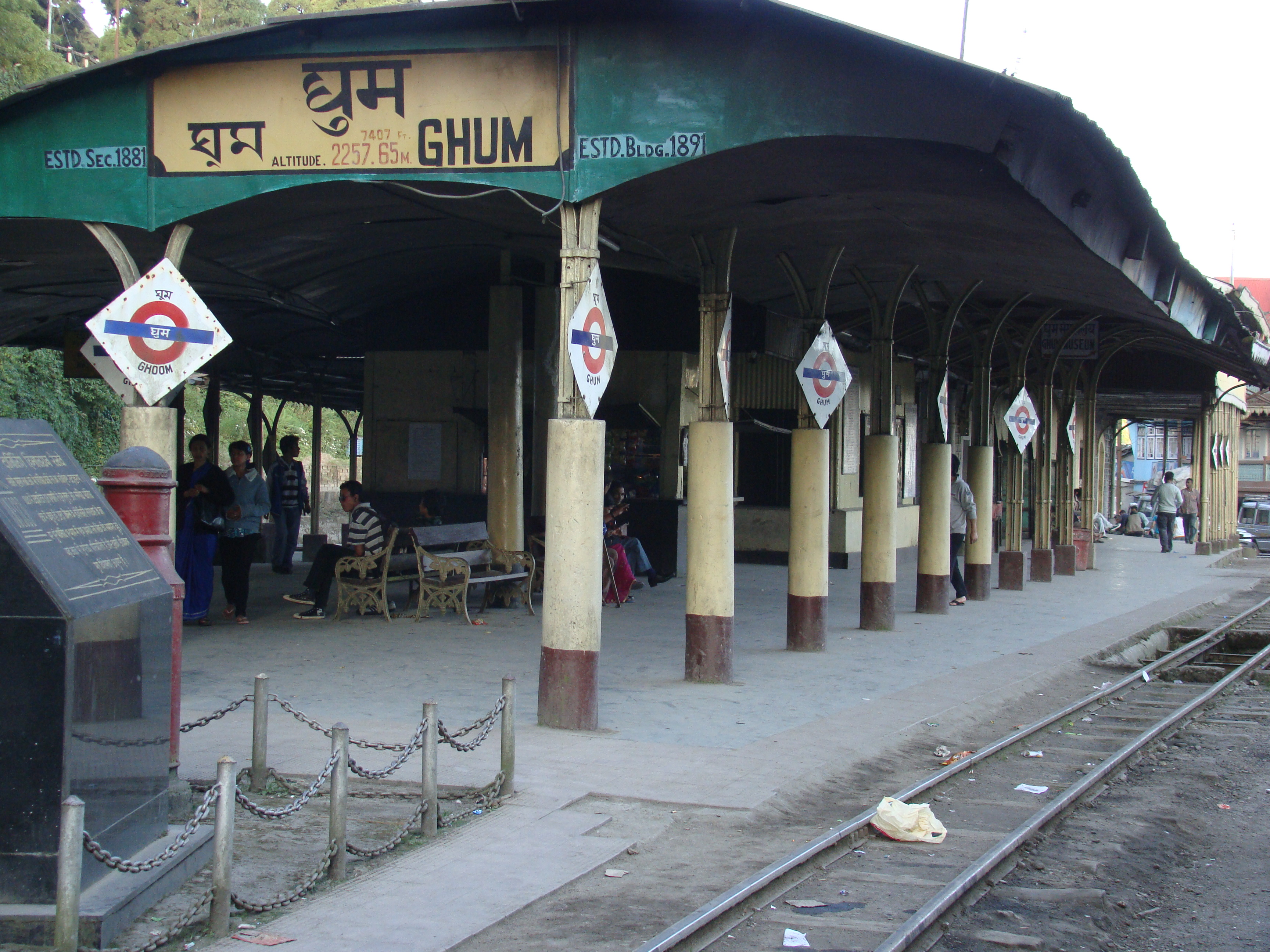
Ghum
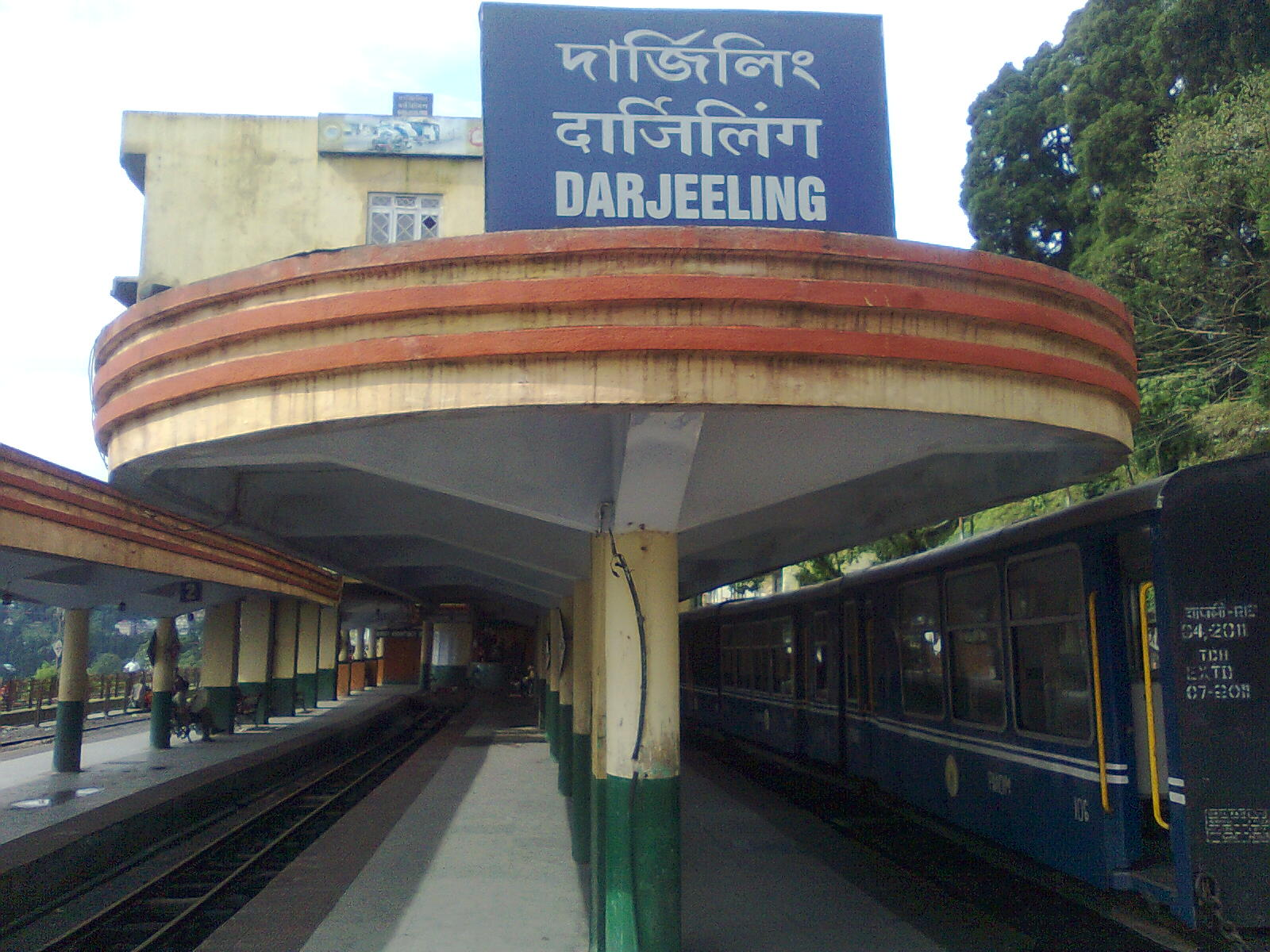
Darjeeling